# 共聚焦显微镜
共聚焦显微成像技术（英語：Confocal microscopy）是一种利用逐点照明和空间针孔调制来去除样品非焦点平面的散射光的光学成像手段，相比于传统成像方法可以提高光学分辨率和视觉对比度。
商业化的共聚焦顯微鏡（Confocal microscope）分三类：
- 共聚焦激光掃描顯微鏡（Confocal Laser Scanning Microscope，CLSM，LSCM）
- 转盘共聚焦顯微鏡（Spinning-disk (Nipkow disk) confocal microscopes）
- 可编程序阵列顯微鏡（Programmable Array Microscopes (PAM)）

## 基本原理
從一個點光源發射的探測光通過透鏡聚焦到被觀測物體上，如果物體恰在焦點上，那麼反射光通過原透鏡應當匯聚回到光源，這就是所謂的共聚焦，簡稱共焦。共焦顯微鏡在反射光的光路上加上了一塊二向色鏡（dichroic mirror），將已經通過透鏡的反射光折向其它方向，在其焦點上有一個帶有「針孔」（Pinhole），小孔就位於焦點處，擋板後面是一個光電倍增管（photomultiplier tube，PMT）。可以想像，探測光焦點前後的反射光通過這一套共焦系統，必不能聚焦到小孔上，會被擋板擋住。於是光度計測量的就是焦點處的反射光強度。其意義是：通過移動透鏡系統可以對一個半透明的物體進行三維掃描。這樣的構想，是在1953年， 美國學者马文·明斯基提出，經過了30年的發展，才利用激光為光源，發展出符合马文·明斯基理想的共軛焦顯微鏡。

## 相關应用
- 全內反射螢光顯微鏡（Total internal reflection fluorescence microscope; TIRF Microscope）
- 海德堡視網膜地形圖(Heidelberg Retina Tomograph; HRT)，以此原理對視網膜，特別是視神經盤（Optic disc），進行分層的掃瞄，以重建視神經盤的三維結構。主要用於青光眼的診斷和隨訪[1][2]。

1. ↑  Thomson, Steve. . Journal of Audiovisual Media in Medicine. 1994-01-01, 17 (4). ISSN 0140-511X. doi:10.3109/17453059409087701.
2. ↑  . ophthalmology.med.ubc.ca.   [2023-04-21]. （原始内容存档于2023-02-02）.